# 582
| [ Edytuj tabelę ]          |                                                        |
| Król Bernicji              | - 579 Frithuwald 585                                   |
| Cesarz Bizancjum           | - 578 Tyberiusz II Konstantyn 582 - 582 Maurycjusz 602 |
| Cesarz Chin                | - 581 Sui Wendi 604                                    |
| Król Essexu                | - 527 Aescwine 587                                     |
| Król Franków               | - 561 Guntram I 592                                    |
| Król Franków w Austrazji   | - 570 Childebert II 595                                |
| Król Franków w Neustrii    | - 567 Chilperyk I 584                                  |
| Cesarz Japonii             | - 572 Bidatsu 585                                      |
| Król Kentu                 | - 560 Ethelbert I 616                                  |
| Patriarcha Konstantynopola | - 577 Eutychiusz 582 - 582 Jan IV Postnik 595          |
| Władca Korei               | - 559 P’yŏngwŏn 590                                    |
| Król Longobardów           | - 572 Klef 584                                         |
| Papież                     | - 579 Pelagiusz II 590                                 |
| Król Persji                | - 579 Hormizd IV 590                                   |
| Król Wessexu               | - 560 Ceawlin 592                                      |
| Król Wizygotów             | - 568 Leowigild 586                                    |

Rok 582 / DLXXXII
stulecia: V wiek ~
VI wiek ~
VII wiek

lata: 572 «
577 «
578 «
579 «
580 «
581 «
582
» 583
» 584
» 585
» 586
» 587
» 592

## Wydarzenia
- Awarowie zdobyli Sirmium, główną twierdzę bizantyńską w Panonii.
- Jan IV Postnik został patriarchą Konstantynopola.
- Maurycjusz został cesarzem bizantyńskim.

## Zmarli
- 5 kwietnia – Eutychiusz, patriarcha Konstantynopola.
- 14 sierpnia – Tyberiusz II Konstantyn, cesarz bizantyński.